# Фонология ирландского языка

В этой статье описывается фонология ирландского языка. Произношение в ирландском языке сильно меняется от диалекта к диалекту, а стандартного варианта произношения не существует, поэтому в эту статью включены явления, характерные для всех или большинства диалектов, а также основные различия между ними.
Как научная дисциплина, ирландская фонология изучается с конца XIX века, было опубликовано множество докладов, описывающих диалекты со всех концов языкового пространства ирландского языка. В последнее время ирландская фонология была центром внимания теоретической лингвистики, в итоге вышло большое число книг, статей и докторских диссертаций на эту тему.
Одной из важнейших особенностей ирландского языка является то, что практически все согласные существуют в парах, где один имеет «широкое», а другой — «узкое» произношение. Широкие согласные веляризованы, то есть задняя часть языка во время артикуляции отодвинута назад и немного вверх в направлении мягкого нёба. Узкие согласные палатализованы: язык поднят к нёбу во время артикуляции. Это противопоставление является смыслоразличительным, ср. bó /bˠoː/ («корова») и beo /bʲoː/ («живой, жить»). Кроме того, это свойство согласных влияет на произношение соседних гласных и на некоторые аспекты морфологии. Противопоставлении широких и узких согласных напоминает деление согласных на мягкие и твёрдые в русском языке.
Ирландский язык разделяет большое число фонологических характеристик с ближайшими соседями: шотландским и мэнским языками, а также с гиберно-английским, с которым находится в самом близком контакте.

## Согласные
Фонетика большинства диалектов ирландского языка представлена по крайней мере фонемами, показанными в следующей таблице (см. МФА). Согласный /h/ не является ни узким, ни широким.
|                            |             | Лабиальные | Лабиальные | Переднеязычные | Переднеязычные | Дорсальные | Дорсальные | Глоттальные |
| широкие                    | узкие       | широкие    | узкие      | широкие        | узкие          |            |            | Глоттальные |
| -------------------------- | ----------- | ---------- | ---------- | -------------- | -------------- | ---------- | ---------- | ----------- |
| Взрывные                   | глухие      | pˠ         | pʲ         | t̪ˠ             | tʲ             | k          | c          |             |
| Взрывные                   | звонкие     | bˠ         | bʲ         | d̪ˠ             | dʲ             | ɡ          | ɟ          |             |
| Фрикативные/ Аппроксиманты | глухие      | fˠ         | fʲ         | sˠ             | ʃ              | x          | ç          | h           |
| Фрикативные/ Аппроксиманты | звонкие     | w          | vʲ         |                |                | ɣ          | j          |             |
| Носовые                    | Носовые     | mˠ         | mʲ         | n̪ˠ             | nʲ             | ŋ          | ɲ          |             |
| Одноударные                | Одноударные |            |            | ɾˠ             | ɾʲ             |            |            |             |
| Боковые                    | Боковые     |            |            | l̪ˠ             | lʲ             |            |            |             |

После широких согласных можно услышать велярный аппроксимант перед гласными переднего ряда, звучащий примерно как английское w, но без лабиализации. В МФА обозначается [ɰ]. Таким образом, naoi /n̪ˠiː/ («девять») и caoi /kiː/ («способ») произносятся как [n̪ˠɰiː] и [kɰiː], соответственно. Велярный аппроксимант лабиализируется после губных собгласных, так что buí /bˠiː/ («желтый») произносится как [bˠwiː].
Похожим образом, после узких согласных перед гласными заднего ряда появляется палатальный аппроксимант (как русское й), например tiubha /tʲuː/ (толстый) произносится как [tʲjuː].
Когда за гласным переднего ряда следует широкий согласный, перед ним появляется очень короткий [ə̯], например díol /dʲiːl̪ˠ/ (продавать) произносится как [dʲiːə̯l̪ˠ]. Также, когда за гласной заднего ряда следует узкий согласный, появляется короткий [i̯] перед согласным, например, áit /aːtʲ/ произносится как [aːi̯tʲ], а óil /oːlʲ/ («питья» (род. п.)) — как [oːi̯lʲ], meabhair /mʲəuɾʲ/ («понимание») — как [mʲəui̯ɾʲ], и dúinn /d̪ˠuːn̠ʲ/ («нам») — как [d̪ˠuːi̯n̠ʲ].

### Аллофоны
Фонема /w/ (на письме обозначается как 〈bh〉, 〈mh〉 или 〈v〉) имеет два основных аллофона: лабиовелярный аппроксимант [w] и веляризированный звонкий губно-зубной спирант [vˠ]. Дистрибуция этих аллофонов зависит от диалекта. В манстерском диалекте обычно встречается только [vˠ], а в ольстерском — [w]. В коннахтском [w] встречается в начале слов перед гласными (например, bhfuil [wɪlʲ] «(он) есть»), а [vˠ] — в остальных позициях (например, naomh [n̪ˠiːvˠ] «святой», fómhar [ˈfˠuːvˠəɾˠ] «осень» и bhrostaigh [ˈvˠɾˠɔsˠt̪ˠə] «торопливый»).
Оставшиеся губные спиранты — обычно губно-зубные [fˠ, fʲ, vʲ], но они, так же как [vˠ], имеют во многих диалектах аллофоны [ɸˠ, ɸʲ, βˠ, βʲ]. Дистрибуция частично зависит от позиции (губно-губные чаще встречаются рядом с лабиализованными гласными) и частично от особенностей носителя языка.
Среди переднеязычных согласных большинство является альвеолярными, однако широкие взрывные и боковые согласные обычно зубные [t̪ˠ, d̪ˠ, n̪ˠ, l̪ˠ], а узкий переднеязычный спирант — обычно постальвеолярный [ʃ]. Узкие переднеязычные взрывные /tʲ, dʲ/ могут произноситься как альвео-палатальные аффрикаты [tɕ, dʑ] в некоторых диалектах, среди которых диалекты Турмакади, Эррис и Тилин.
Узкие среднеязычные взрывные /c, ɟ, ɲ/ произносятся как палатальные [c, ɟ, ɲ] или как палатовелярные [k̟, ɡ˖, ŋ˖].
Фонема /j/ имеет три аллофона в большинстве диалектов: палатальный аппроксимант [j] перед гласными, кроме /iː/, и на конце слога (например, dheas [jasˠ] «хороший, приятный», beidh [bʲɛj] «быть» в буд.вр.); звонкий палатальный спирант [ʝ] перед согласными (например, ghrian [ʝɾʲiən̪ˠ] «солнце») и промежуточный между ними [j˔] (например, dhírigh [j˔iːɾʲə] «выпрямленный»).
Так же как и в английском, глухие взрывные произносятся с придыханием в начале слова, тогда как звонкие взрывные могут быть частично оглушены, но никогда не произносятся с придыханием. Глухие взрывные не произносятся с придыханием после /sˠ/ и /ʃ/ (например, scanradh [sˠkauɾˠə]1 «ужас, страх»); тем не менее, придыхание все равно остается после клитики is /sˠ/ (например, is cam [sˠkʰaum] «это (есть) изогнуто»). Некоторые исследователи (например, Ó Cuív, 1944, Wagner, 1959, de Bhaldraithe, 1966, Mhac an Fhailigh, 1968 и Ó Sé, 2000) используют транскрипции вроде /sb sd sɡ xd/ и.т.д., показывая, что они рассматривают взрывные после глухих спирантов глухими аллофонами звонких взрывных, а не аллофонами глухих взрывных, потерявших придыхание (как на самом деле происходит в шотландском языке).

### Сильные и слабые сонорные
В древнеирландском языке сонорные 〈l n r m〉 были поделены не только на широкие и узкие, но также на сильные и слабые. Точное фонетическое определение этих терминов весьма расплывчато, но среднеязычные сильные согласные 〈l n r〉, возможно, произносились дольше и могли иметь большую площадь соприкосновения между языком и нёбом, чем слабые. Сильный m был, возможно, просто [m], тогда как слабый — назализированный аппроксимант [w̃], наверное, стремился к назализированному спиранту [ṽ] или [β̃] при палатализации. По договорённости, сильные среднеязычные транскрибируются заглавными буквами 〈L N R〉, а слабые — строчными 〈l n r〉 (некоторые авторы, такие как Stifter 2006, вместо этого использовали латинские l n r m для сильных и греческие λ ν ρ μ для слабых). В древнеирландском существовало четыре ротических фонемы /Rˠ, Rʲ, rˠ, rʲ/, четыре боковых /Lˠ, Lʲ, lˠ, lʲ/ и четыре среднеязычных носовых /Nˠ, Nʲ, nˠ, nʲ/. Сильные и слабые сонорные различались между гласными и на конце слов после гласных, например berraid /bʲeRˠɨðʲ/ (он срезает) и beraid /bʲerˠɨðʲ/ (он может носить); coll /koLˠ/ («орешник») и col /kolˠ/ («грех»); sonn /sˠoNˠ/ («доля») и son /sˠonˠ/ («звук»). В начале слов могли быть только сильные согласные, но они становились слабыми в результате морфосинтактической лениции: rún /Rˠuːnˠ/ («тайна») и a rún /a rˠuːnˠ/ («его тайна»), lón /Lˠoːnˠ/ («обеспечение») против a lón /a lˠoːnˠ/ («его обеспечение»).
В современном языке четыре ротических согласных превратились в две во всех диалектах: /Rˠ, Rʲ, rˠ/ слились в /ɾˠ/. Некоторые диалекты сохранили все латеральные и носовые, тогда в других они были сокращены до трёх или до двух различных фонем, как показано в следующей таблице.
| Древнеирландский                        | Ольстерский диалект | Ольстерский диалект | Коннахтский диалект | Коннахтский диалект | Коннахтский диалект | Манстерский диалект | Манстерский диалект                      |
| Древнеирландский                        | Rosguill            | Глентис             | Мейо                | Коннемара           | Аран                | Дингл               | West Muskerry                            |
| --------------------------------------- | ------------------- | ------------------- | ------------------- | ------------------- | ------------------- | ------------------- | ---------------------------------------- |
| Rˠ                                      | ɾˠ                  | ɾˠ                  | ɾˠ                  | ɾˠ                  | ɾˠ                  | ɾˠ                  | ɾˠ                                       |
| rˠ                                      | ɾˠ                  | ɾˠ                  | ɾˠ                  | ɾˠ                  | ɾˠ                  | ɾˠ                  | ɾˠ                                       |
| Rʲ                                      | ɾˠ                  | ɾˠ                  | ɾˠ                  | ɾˠ                  | ɾˠ                  | ɾˠ                  | ɾˠ                                       |
| rʲ                                      | ɾʲ                  | ɾʲ                  | ɾʲ                  | ɾʲ                  | ɾʲ                  | ɾʲ                  | ɾʲ                                       |
| Lˠ                                      | l̪ˠ                  | l̪ˠ                  | l̪ˠ                  | l̪ˠ                  | l̪ˠ                  | l̪ˠ                  | l̪ˠ                                       |
| lˠ                                      | l̪ˠ                  | lˠ                  | lˠ                  | l̪ˠ                  | l                   | l̪ˠ                  | l̪ˠ                                       |
| lʲ                                      | l                   | lʲ                  | lʲ                  | lʲ                  | l                   | lʲ                  | lʲ                                       |
| Lʲ                                      | l̠ʲ                  | l̠ʲ                  | l̠ʲ                  | l̠ʲ                  | l̠ʲ                  | lʲ                  | lʲ                                       |
| Nˠ                                      | n̪ˠ                  | n̪ˠ                  | n̪ˠ                  | n̪ˠ                  | n̪ˠ                  | n̪ˠ                  | n̪ˠ                                       |
| nˠ                                      | n̪ˠ                  | nˠ                  | nˠ                  | n̪ˠ                  | n                   | n̪ˠ                  | n̪ˠ                                       |
| nʲ                                      | n                   | nʲ                  | nʲ                  | nʲ                  | n                   | nʲ                  | nʲ                                       |
| Nʲ                                      | n̠ʲ                  | n̠ʲ                  | n̠ʲ                  | n̠ʲ                  | n̠ʲ                  | nʲ                  | nʲ н начале слова ɲ в остальных позициях |
| l̠ʲ и n̠ʲ — альвео-палатальные согласные. |                     |                     |                     |                     |                     |                     |                                          |

Со временем слабая версия m (назализированный полугласный [w̃] или боковой спирант [ṽ], [β̃]) стала произноситься как обычный полугласный [w] или спирант [v], [β] с назализацией предшествующего гласного. Последующее исчезновение /w/ между гласными повлекло за собой назализацию этих гласных в некоторых современных диалектах (см. ниже), однако это не всегда соблюдается, поскольку сохраняется сильная тенденция произносить эти гласные без назализации вообще. Несмотря на это, изначальный назализированный полугласный всё ещё обозначается как 〈mh〉 на письме.

## Гласные

Гласные фонемы манстерского диалекта

Набор гласных различается в зависимости от диалекта. Коннахтский и манстерский диалекты имеют в общем следующие монофтонги: /iː/, /ɪ/, /uː/, /ʊ/, /eː/, /ɛ/, /oː/, /ɔ/, /a/, /aː/ и шва (/ə/), встречающиеся только в ударных слогах, а также следующие нисходящие дифтонги: /əi/, /əu/, /iə/ и /uə/.

Гласные фонемы коннахтского диалекта

Гласные ольстерского диалекта сильно отличаются и не рассматриваются в этой статье.

### Ряд гласных
Ряд гласной во многом зависит от свойств (широкие или узкие) соседних согласных. Некоторые исследователи (например, Ó Siadhail & Wigger 1975:80–82, Ó Siadhail 1989:35–37, Ní Chiosáin, 1994) утверждали, что [ɪ] и [ʊ] — на самом деле одна фонема, так же как [ɛ] и [ɔ], как в вертикальных системах гласных. С такой точке зрения, эти фонемы на некотором уровне абстракции — ни переднего, ни заднего рядов (en:Underspecification). Их ряд определяется соседними согласными. В этой статье, однако, принят более традиционный взгляд, заключающийся в том, что /ɪ, ʊ, ɛ, ɔ/ — четыре различные фонемы. Описание аллофонов в этом разделе взяты из Ó Sé (2000:20–24); произношение отражается манстерский акцент полуострова Дингл. Если не сказано обратное, они также во многом отражаются произношение других диалектов Манстера и Коннахта.

#### Гласные верхнего подъёма
В ирландском языке есть четыре гласных верхнего подъёма: /iː/, /uː/ и ненапряженные /ɪ/ и /ʊ/. Их точное произношение зависит от свойств соседних согласных. Фонема /iː/ представлена гласным верхнего подъёма [iː] между двумя узкими согласными (например, tír [tʲiːrʲ] «страна»). Между узким и широким согласным, язык в этой позиции слегка отодвигается назад (в МФА: [i̠ː]), например, díol [dʲi̠ːl̪ˠ] («продажа»), caoire [ki̠ːɾʲə] («ягоды» (род. п.)). Между двумя широкими согласными язык отодвигается ещё дальше, при этом получается практически гласная среднего ряда (в МФА: [ïː]): caora [kïːɾˠə] («овца»). /uː/ произносится как [uː] между двумя широкими согласными (например, dún [d̪ˠuːn̪ˠ] «форт»); между узким и широким согласным язык продвигается вперед, образуя [u̟ː], например, triúr [tʲɾʲu̟ːɾˠ] («три человека»), súil [sˠu̟ːlʲ] («глаз»); между двумя узкими согласными язык продвигается ещё сильнее, практически образуя центральный гласный ([üː]): ciúin [cüːnʲ] («тихий»).

Гласные верхнего подъёма

Ненапряженные гласные /ɪ/ и /ʊ/ ведут себя примерно таким же образом. /ɪ/ произносится как гласная [i̞] переднего ряда, например, tigh [tʲi̞ɟ] («дому» (дат. п.)) между узкими согласными. После узкого и перед широким согласным получается [ɪ], например, giota [ˈɟɪt̪ˠə] («мир»). После широкого и перед узким — [ɪ̈] (язык отодвинут чуть назад), например, tuigeann [ˈt̪ˠɪ̈ɟən̪ˠ] ((«он, она, оно) понимает»). И наконец, между двумя широкими согласными произносится гласная [ɨ̞] среднего ряда, например, goirt [ɡɨ̞ɾˠtʲ]2 («солёный»). Фонема /ʊ/ представляет собой [ʊ] между широкими согласными (например, dubh [d̪ˠʊvˠ] «черный») и [ʊ̟] (язык продвинут ближе к среднему ряду) после узкого согласного (например, giobal [ˈɟʊ̟bˠəl̪ˠ] «тряпка»).

#### Гласные среднего подъёма

Гласные среднего подъёма

Произношение долгих гласных среднего подъёма /eː/ and /oː/, как и гласных верхнего подъёма, зависит от свойств соседних согласных. Фонема /eː/ представлена гласным звуком [eː] переднего ряда между узкими согласными (например, béic [bʲeːc] 'кричать'), между широкими — более открытым [ɛ̝̈ː] (например, baol [bˠɛ̝̈ːl̪ˠ] «опасность»), а между узким и широким согласным язык чуть отодвигается назад, давая [ëː] (например, glaoigh [ɡl̪ˠëːɟ] «называть»). Произношение /oː/ меняется в диапазоне от [oː] заднего ряда между широкими согласными (например, fód [fˠoːd̪ˠ] «дерн») до [o̟ː] ближе к среднему ряду между широким и узким согласным (например, fóid [fˠo̟ːdʲ] («дёрна» (род. п.)) и до ещё более близкого к среднему ряду [öː] между узкими согласными (например, ceoil [cöːlʲ] («музыки» (род. п.)).
Произношение кратких гласных верхне-среднего подъёма также зависит от фонетического контекста. Краткий /ɛ/ дает [ɛ̝] переднего ряда между узкими согласными (например, beidh [bʲɛ̝ɟ] «будет»), [ɛ̝̈] между широким и узким согласными (например, bead [bʲɛ̝̈d̪ˠ] «я буду», raibh [ɾˠɛ̝̈vʲ] «был») и [ɘ̞] между широкими согласными (например, croich [kɾˠɘ̞] 'кресту' дат.п.). Краткая фонема /ɔ/ между широкими согласными обычно представлена гласным [ɔ̝] заднего ряда, например, cloch [kl̪ˠɔ̝x] («камень»), но в позиции между носовым и губно-губным согласным — гласным [ö], более близким к среднему ряду, например, ansan [ən̪ˠˈsˠön̪ˠ] («там») и bog [bˠöɡ] («мягкий»). Между широким и узким согласным произносится более открытый [ɔ̝̈]: scoil [skɔ̝̈lʲ] («школа»), deoch [dʲɔ̝̈x] («пить»).
Безударная фонема /ə/ рядом с палатальным согласным реализуется как ненапряжённый гласный средне-верхнего подъёма переднего ряда [ɪ], например, píce [ˈpʲiːcɪ] («щука»), рядом с другими узкими согласными — как гласный [ɪ̽] передне-среднего ряда, например, sáile [ˈsˠaːlʲɪ̽] («солёная вода»). Между широкими согласными обычно представлена гласным [ə] среднего ряда среднего подъёма, например, eolas [ˈoːl̪ˠəsˠ] («информация»), который превращается в [ʊ̽] средне-заднего ряда, когда следующий слог содержит какой-либо гласный заднего ряда верхнего подъёма: /uː, ʊ/, например, dúnadh [ˈd̪ˠuːn̪ˠʊ̽] («закрытие»), muca [ˈmˠʊkʊ̽] («свиньи»).

#### Гласные нижнего подъёма

Гласные нижнего подъёма манстерского диалекта

Реализация гласных нижнего подъёма зависит от свойств соседних согласных. Эти гласные также заметно отличаются в манстерском и коннахтском диалектах. В манстерском фонемы /aː/ и /a/ имеют примерно один и тот же диапазон реализации: у обеих фонем язык отодвигается назад между широкими согласными и продвигается вперёд между узкими. В частности, /aː/ в начале слова и после широких согласных представлена гласным [ɑː] заднего ряда, например, áit [ɑːtʲ] («место»), trá [t̪ˠɾˠɑː] («пляж»), между узким и широким согласным — гласным [a̠ː], например, gearrfaidh [ˈɟa̠ːɾˠhəɟ] («порезать» в буд. вр.), тогда как между узкими согласными — гласным [aː] переднего ряда, например, a Sheáin [ə çaːnʲ] («Джон» зв. п.). В диалекте Дингла аллофон заднего ряда огубляется после широких губно-губных согласных: [ɒː], например, bán [bˠɒːn̪ˠ] («белый»), а в диалекте Ринга огубленный [ɒː] — обычная реализация фонемы /aː/ в любом контексте, кроме положения между узкими согласными, где гласный централизуется: [ɒ̈ː]. Фонема /a/ произносится как [a] между узкими согласными, как, например, в gairid [ɟaɾʲədʲ]3 («короткий»). Между широким и узким согласным язык в большинстве случаев отодвигается назад: [a̠], например, fear [fʲa̠ɾˠ] («мужчина, человек») и caite [ˈka̠tʲə] («изношенный»), но после широких губно-губных и /l̪ˠ/ произносится централизованный [ä] переднего ряда, например, baile [bˠälʲə] («город»), loit [l̪ˠätʲ]4 («рана»). Между широкими гласными произносится централизованный [ɑ̈], например, mac [mˠɑ̈k] («сын»), abair [ɑ̈bˠəɾʲ] («сказать»).

Гласные нижнего подъёма коннахтского диалекта

В диалектах Коннахта, у аллофонов краткой фонемы /a/ язык продвинут вперед, в отличие от долгой /aː/. В диалекте Эррис, например, /a/ перед узкими согласными реализуется как гласный [æ] средне-нижнего подъёма переднего ряда (например, sail [sˠælʲ] «ушная сера»), после узких согласных — как [a] нижнего подъёма (например, geal [ɟalˠ] «яркий»), а между широкими согласными — как централизованный [ɑ̈] заднего ряда (например, capall [ˈkɑ̈pˠəl̪ˠ] «лошадь»). Долгая фонема /aː/, с другой стороны, представлена гласным [ɑː] заднего ряда между широкими согласными (например, bád [bˠɑːd̪ˠ] «лодка»), гласным [ɑ̟ː] перед узкими согласными (например, fáil [fˠɑ̟ːlʲ] «получить») и централизованным [ɑ̈ː] после узких согласных (например, breá [bʲɾʲɑ̈ː] «прекрасный»). В диалекте Турмакади, аллофоны заднего ряда огубляются после широких губно-губных согласных до [ɒː], например, bán [bˠɒːn̪ˠ] («белый»). В диалекте Коннемары только долгота гласной различает фонемы /a/ и /aː/.